# Microcultures Records
Microcultures Records est un label de musique indépendant créé en 2011 par Jean-Charles Dufeu. D'abord établi à Paris, le siège du label se situe aujourd'hui à Poitiers. Le label développe un catalogue d'artistes internationaux dans une veine pop indé et/ou folk, avec quelques signatures francophones.  

## Histoire

### Microcultures Records
Le label de musique fait ses premiers pas à Philadelphie en 2006. Jean-Charles Dufeu réalise là-bas un stage de fin d'études durant lequel il fait la rencontre de Tim Howard, chanteur du groupe Soltero. You're no Dream, quatrième album du groupe américain, est la première et unique sortie produite par l'éphémère label Messie Murders créé pour l'occasion en 2008.
Quelques années plus tard, le label prend le nom de Microcultures Records. Cement Postcard With Owl Colours de Phantom Buffalo (USA) est le premier album produit sous cette nouvelle appellation, en 2010. 
Le label produit et accompagne ainsi des artistes de tous horizons : Soltero, Elysian Fields, Phantom Buffalo, Brian S. Cassidy (USA), Oddfellows Casino, John Cunningham (UK), The Apartments, Jim Yamouridis (Australie), Nesles, Bertrand Betsch, Nicolas Paugam et bien d'autres.
En 2016, Microcultures entame une collection « Label Pop Session ». Il s'agit d'un partenariat entre le podcast Label Pop animé par Vincent Theval sur France Musique et Microcultures aboutissant à la production de cinq albums réunis autour de cinq artistes : Françoiz Breut, Howe Gelb, Elvis Perkins, Tunng et Powerdove.
En 2017, 2018 et 2019, Microcultures produit également un festival francophone, le festival Walden. La direction artistique et programmation du festival sont assurées par Nesles, l'un des artistes du label.
À partir de 2019, la distribution numérique et physique du catalogue Microcultures est assurée par Kuronekomedia.

### Production exécutive
À partir de 2012, Microcultures développe une activité d’accompagnement en parallèle du label, en proposant notamment aux artistes des solutions alternatives de financement via sa plateforme de financement participatif. Ce positionnement inédit vaut à Jean-Charles Dufeu d’être crédité dans le numéro spécial des Inrockuptibles parmi les « 100 Français qui réinventent la culture » en juin 2015. « La structure n’est pas seulement un outil de financement participatif : c’est surtout un label exigeant pour qui la levée de fonds n’est qu’un premier levier […] qui sélectionne ses élus avec un remarquable sens esthétique, les accompagne et les conseille, enrichit leurs desseins et chérit leur indépendance. […] un salutaire enlumineur des marges discrètes. » Le fondateur du label a d’autre part été chargé en 2019 de la rédaction d’un l’article sur le « Financement Participatif ou Crowdfunding » par l’encyclopédie Universalis. 
Depuis 2016, Microcultures Records se spécialise dans cet accompagnement d'artistes émergents de la scène musicale en proposant des services « à la carte », entre production de label (records) et production exécutive (accompagnement),,. L'un de ces services repose sur un financement des albums et autres projets (tournées, clips), en amont et directement par les fans,. Le label a par exemple accompagné Autour de Lucie pour un financement participatif en 2018 menant à la sortie d'un 45 tours en 2021 (Bunker et Rouge Invisible). 
En 2018, Microcultures s'associe à Ulule, une plateforme de financement participatif après avoir opéré avec sa propre plateforme (du même nom que le label) plusieurs années durant.

## Artistes sur le label
| Artistes                     | Albums                                                            | Années                       |
| ---------------------------- | ----------------------------------------------------------------- | ---------------------------- |
| Solero                       | You're No Dream                                                   | 2008                         |
| Solero                       | 1943                                                              | 2013                         |
| Solero                       | Western Medicine Blues                                            | 2018                         |
| Phantom Buffalo              | Cement Postcards With Owl Colours                                 | 2019                         |
| Phantom Buffalo              | Tadaloora                                                         | 2012                         |
| Hospital Ships               | Destruction In Yr Soul                                            | 2013                         |
| Jim Yamouridis               | The True Blue Skies                                               | 2014                         |
| Jim Yamouridis               | The Other Side                                                    | 2018                         |
| Manolo Redondo               | A Drop About To Drown                                             | 2015                         |
| Manolo Redondo               | Helmet On                                                         | 2017                         |
| The Apartments               | No Song, No Spell, No Madrigal                                    | 2015                         |
| The Apartments               | fête foraine                                                      | 2017                         |
| The Apartments               | Initials PMW                                                      | 2018                         |
| Oddfellow's Casino           | The Water Between Us                                              | 2014                         |
| Oddfellow's Casino           | Dust                                                              | 2017                         |
| Oddfellow's Casino           | Oh, Sealand                                                       | 2017                         |
| Brian S. Cassidy             | Alpine Seas                                                       | 2016                         |
| Nicolas Paugam               | Aqua Mostlae                                                      | 2016                         |
| Nicolas Paugam               | Boustrophédon                                                     | 2017                         |
| Nicolas Paugam               | Le Ventre et l'Estomac                                            | 2019                         |
| John Cunningham              | Fell                                                              | 2016                         |
| Red F                        | Balm of Gilead                                                    | 2017                         |
| Garciaphone                  | Dreameater                                                        | 2017                         |
| Nesles                       | Permafrost                                                        | 2017                         |
| Elysian Fields               | Pink Air                                                          | 2017                         |
| Elysian Fields               | Transience of Life                                                | 2020                         |
| Bertrand Betsch              | Tout Doux                                                         | 2018                         |
| Bertrand Betsch              | La Traversée                                                      | 2020                         |
| Bertrand Betsch              | Demande à La Poussière                                            | 2021                         |
| Bertrand Betsch              | Orange Bleue Amère                                                | 2021                         |
| Bertrand Betsch              | J'ai Horreur de l'Amour                                           | 2022                         |
| Fontaine Wallace             | Fontaine Wallace                                                  | 2018                         |
| Fontaine Wallace             | Le Projet                                                         | 2021                         |
| Theo Hakola                  | Water is Wet                                                      | 2020                         |
| Collection Label Pop Session | Avec Françoiz Breut, Howe Gelb, Elvis Perkins, Tunng et Powerdove | 2016, 2016, 2016, 2018, 2018 |
| Clare & Noti                 | Chalky Road                                                       | 2022                         |
| Reuben's Daughters           | Mami Wata                                                         | 2022                         |
| Jonathan Balzano Brookes     | The Greathart                                                     | 2022                         |

## Artistes accompagnés par le label
Autour de Lucie, Silvain Vanot, Fredda, Bertrand Louis, Matt Low, Julie Lagarrigue, The Reed Conservation Society, The Amber Day, Manuel Bienvenu, Charles-Baptiste, etc.